# Justine Greening

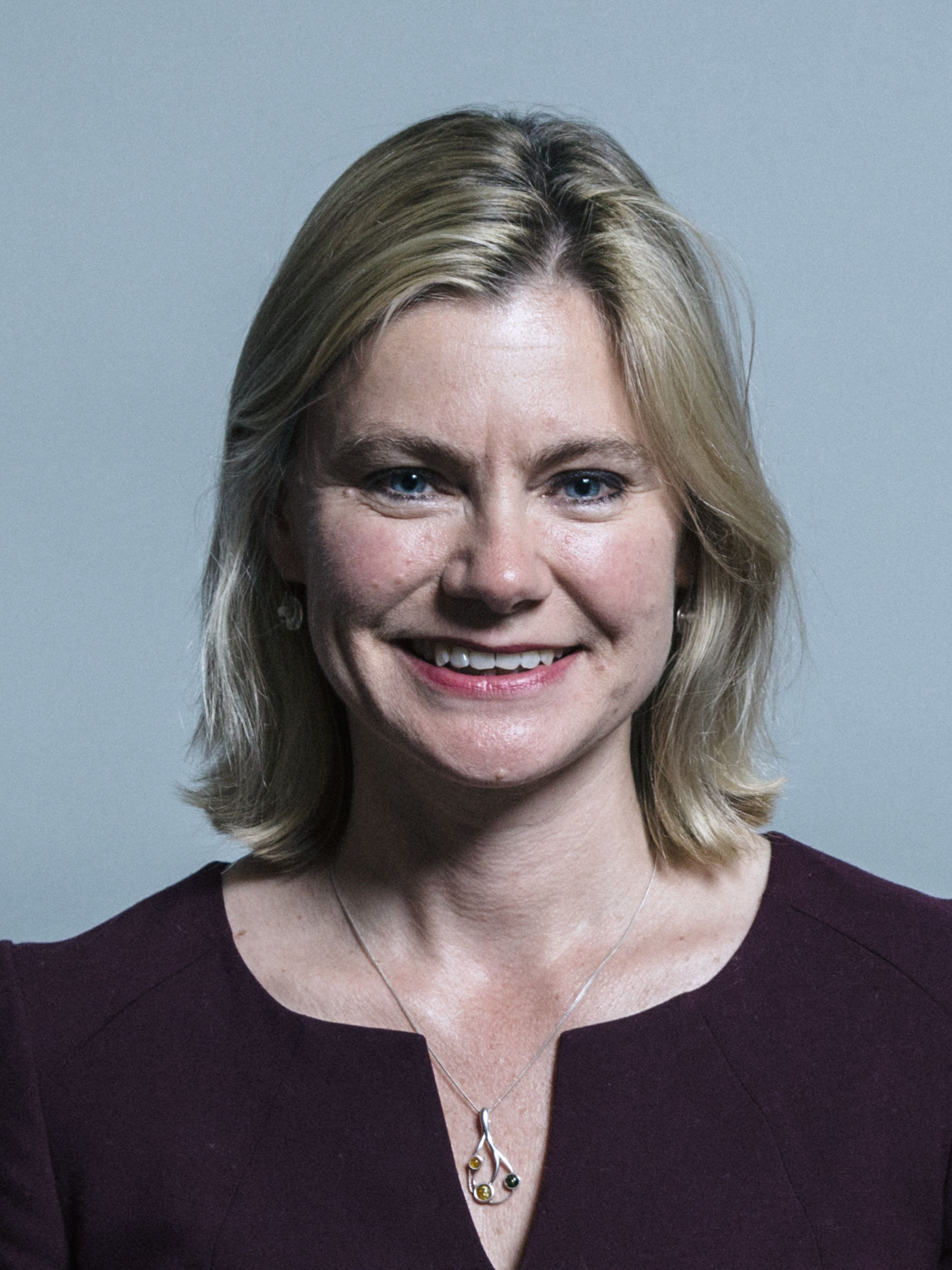
Greening in 2017

Justine Greening (Rotherham, Engeland, 30 april 1969) is een Brits conservatieve politica.  Zij is sinds  2005 lid van het Lagerhuis voor het district Putney. Zij bekleedde verschillende posten in de regeringen van David Cameron en Theresa May, en was van 2016 tot 2018 minister van Onderwijs.

## Biografie
Greening is lid van het Britse Lagerhuis (MP) voor Putney sinds de Britse Lagerhuisverkiezingen van 2005.  Zij werd in 2010 benoemd tot staatssecretaris economische zaken bij het ministerie van financiën en in 2011 tot minister van vervoer. Van 2012 tot juli 2016 was zij minister voor internationale ontwikkeling, en van 2016 tot 2018 minister van onderwijs en minister voor vrouwen en gelijkheid.  Zij trad in januari 2018 af tijdens een reorganisatie van het kabinet.
Op 3 september 2019 werd Greening samen met twintig andere parlementariërs uit de Conservatieve fractie gezet. Zij hadden steun gegeven aan een motie die het mogelijk zou maken dat het Lagerhuis een no-deal brexit kon blokkeren. Greening bleef wel lid van het Lagerhuis  maar gaf aan zich bij een volgende verkiezing niet meer kandidaat te zullen stellen.